# NPC Rieti
El NPC Rieti, conocido por motivos de patrocinio como Zeus Energy Group Rieti, es un equipo de baloncesto italiano con sede en la ciudad de Rieti, Lacio. Compite en la Serie A2 Oeste, la segunda división del baloncesto en Italia. Disputa sus partidos en el PalaSojourner, con capacidad para 3.550 espectadores.

## Nombres
- 1981-2011: Nuova Pallacanestro Contigliano
- 2011-14: Linkem NPC Rieti
- 2014-presente: NPC Rieti

## Posiciones en Liga
| Temporada | Nivel | Liga     | Pos. | J     | PL  | Resultado             |
| --------- | ----- | -------- | ---- | ----- | --- | --------------------- |
| 2012-13   | 4     | DNB      | 11   | 13-17 |     |                       |
| 2013-14   | 3     | DNB      | 2    | 26-6  | 4-3 | Finalista del Grupo C |
| 2014-15   | 3     | Serie B  | 2    | 22-4  | 8-2 | Ascensosemifinalista  |
| 2015-16   | 2     | Serie A2 | 13   | 13-17 |     |                       |
| 2016-17   | 2     | Serie A2 | 12   | 13-17 |     |                       |
| 2017-18   | 2     | Serie A2 | 10   | 14-16 |     |                       |

fuente:eurobasket.com
1. ↑  NPC Rieti, campeón de grupo en los playoffs.

## Palmarés
- Campeón Grupo C Serie B (baloncesto italiano) (2015)
- Subcampeón Grupo C DNB (2014)

## Jugadores destacados
| - Simone Bagnoli - Leonardo Busca - Gianluca De Ambrosi - Roberto Feliciangeli |  | - Luca Rossi - Dario Scodavolpe - / Gustavo Musso - / Nicolás Stanic |